# Fudbalski klub Crvena zvezda 2012-2013
Questa voce raccoglie le informazioni riguardanti il Fudbalski klub Crvena zvezda nelle competizioni ufficiali della stagione 2012-2013.

## Rosa
| N. |                       | Ruolo | Calciatore         |
| -- | --------------------- | ----- | ------------------ |
| 1  | Montenegro (bandiera) | P     | Boban Bajković     |
| 2  | Serbia (bandiera)     | D     | Aleksandar Pantić  |
| 3  | Serbia (bandiera)     | D     | Ljubo Nenadić      |
| 4  | Serbia (bandiera)     | C     | Srđan Mijailović   |
| 6  | Serbia (bandiera)     | D     | Jovan Krneta       |
| 7  | Serbia (bandiera)     | C     | Miloš Dimitrijević |
| 8  | Serbia (bandiera)     | C     | Darko Lazović      |
| 10 | Serbia (bandiera)     | C     | Nenad Milijaš      |
| 11 | Brasile (bandiera)    | C     | Cadú               |
| 14 | Serbia (bandiera)     | D     | Nikola Mikić       |
| 15 | Montenegro (bandiera) | D     | Milan Jovanović    |
| 16 | Serbia (bandiera)     | A     | Luka Milunović     |
| 17 | Montenegro (bandiera) | A     | Filip Kasalica     |
| 22 | Serbia (bandiera)     | P     | Miloš Vesić        |

| N. |                       | Ruolo | Calciatore          |
| -- | --------------------- | ----- | ------------------- |
| 25 | Serbia (bandiera)     | D     | Filip Mladenović    |
| 26 | Serbia (bandiera)     | C     | Stefan Čikić        |
| 28 | Serbia (bandiera)     | C     | Vukan Savićević     |
| 29 | Montenegro (bandiera) | C     | Marko Vešović       |
| 32 | Serbia (bandiera)     | P     | Aleksandar Kirovski |
| 55 | Serbia (bandiera)     | C     | Veljko Simić        |
| 77 | Ghana (bandiera)      | A     | Nathaniel Asamoah   |
| 91 | Serbia (bandiera)     | A     | Ognjen Mudrinski    |
| -- | Serbia (bandiera)     | C     | Miloš Ninković      |
| -- | Serbia (bandiera)     | A     | Dragan Mrđa         |
| –– | Serbia (bandiera)     | D     | Nikola Petković     |
| –– | Montenegro (bandiera) | D     | Stevan Reljić       |
| –– | Serbia (bandiera)     | C     | Nikola Karaklajić   |
| –– | Serbia (bandiera)     | A     | Stefan Mihajlović   |
| –– | Serbia (bandiera)     | A     | Ognjen Ožegović     |